# August Siemsen
August Siemsen (* 5. Juli 1884 im Dorf Mark, heute Hamm; † 25. März 1958 in Ost-Berlin) war ein sozialistischer Politiker, Pädagoge, Journalist und Publizist.

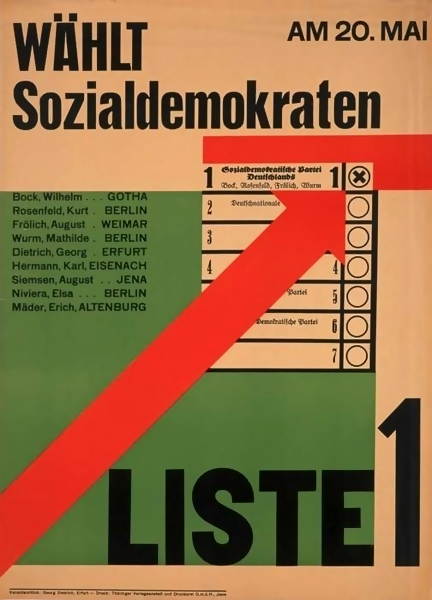
Wahlplakat der SPD, Wilhelm Bock, Kurt Rosenfeld, August Frölich, Mathilde Wurm, Georg Dietrich, Karl Hermann, August Siemsen, Elsa Niviera, Erich Mäder

## Leben
Im Jahr 1884 im Dorf Mark bei Hamm in Westfalen geboren, wuchs August Siemsen in einer protestantischen Pfarrersfamilie auf mit den Geschwistern Paula (1880–1965; seit 1911 verheiratet mit dem Mediziner und Autor Karl Eskuchen), Anna (1882–1951; Pädagogin, Politikerin, Autorin), Karl (1887–1968; Jurist, Politiker) und Hans (1891–1969; Journalist, Schriftsteller). Nach dem Studium der Germanistik und Geschichte in Göttingen, München und Tübingen (wo er Mitglied der Landsmannschaft Schottland wurde) und der Promotion 1909 in Göttingen arbeitete er 1912 bis 1922 als Lehrer an einem Gymnasium in Essen. Dort trat er zunächst der linksliberalen Fortschrittlichen Volkspartei bei, als deren Ortsvorsitzender er zeitweise fungierte, wechselte dann 1915 zur SPD und schloss sich 1917 der USPD an, welche er ab 1919 im Essener Stadtparlament vertrat. In Essen leitete Siemsen auch den gemeinsamen Bildungsausschuss von USPD, SPD, KPD und Gewerkschaften und die Freie Volkshochschule. 1922 kehrte er in die SPD zurück, wo er zum linken pazifistischen Flügel zählte.

Siemsen wechselte für die Jahre 1922 und 1923 als Studienrat an ein Gymnasium in Berlin-Neukölln. 1923 übernahm er im Zuge der Greilschen Schulreform die Leitung  der einzurichtenden thüringischen Arbeiter-Abiturienten-Kurse. 

„Es war kein Zufall, daß der mit der Leitung der einzurichtenden thüringischen Arbeiter-Abiturienten-Kurse zum 1. Oktober 1923 nach Weimar berufene Studienrat Dr. August Siemsen zuvor in Berlin Neukölln als Studienrat arbeitete, wo er in Verbindung mit Dr. Löwenstein stand. Man kann davon ausgehen, daß der großzügige thüringische Plan mit Dr. Löwenstein abgestimmt und von Neukölln übernommen wurde.“

Der Versuch, Arbeiter-Abiturienten-Kurse in Thüringen zu etablieren, wurde allerdings durch die Neuwahl zum Landtag im Februar 1924 vereitelt. Die zuvor sozialdemokratisch geführte Landesregierung wurde von einer konservativen Mehrheit abgelöst, die das Vorhaben sofort abbrach. Siemsen wurde im selben Jahr aus politischen Gründen in den einstweiligen Wartestand versetzt. Er wurde verstärkt publizistisch aktiv und verfasste eine Reihe politischer und pädagogischer Schriften und war Chefredakteur der Zeitschriften Sozialistische Erziehung und Sozialistische Kultur und Vorstandsmitglied der Arbeitsgemeinschaft sozialdemokratischer Lehrerinnen und Lehrer Deutschlands, der Kinderfreunde und des Bundes freier Schulgesellschaften.
August Siemsen war in der Weimarer Republik ab 1930 Reichstagsabgeordneter für die SPD. Von 1931 bis 1933 gehörte er der linkssozialistischen SAPD an, wo er zum „rechten“ linkssozialdemokratisch-pazifistischen Parteiflügel gehörte und Mitglied der Bezirksleitung Thüringen war. Nachdem er Anfang 1933 wie seine Schwester Anna Siemsen noch den erneuten Dringenden Appell des Internationalen Sozialistischen Kampfbundes (ISK) von Leonard Nelson unterzeichnet hatte, emigrierte er über die Schweiz 1933, wo er als Journalist für verschiedene sozialistische Zeitungen tätig war, nach Argentinien 1936. Dort arbeitete er als Lehrer an der Pestalozzi-Schule in Buenos Aires und gab die Zeitschrift Das Andere Deutschland heraus.
Nach dem Zweiten Weltkrieg und seiner Pensionierung kehrte August Siemsen 1952 zunächst in die Bundesrepublik zurück, siedelte anschließend auf Bitten seines Sohnes Pieter Siemsen im November 1955 in die DDR über. Dort trat er der SED bei und wurde dort als ehemaliger SPD-MdR „vorgezeigt“, faktisch aber bald „ausgeschaltet“. Keines seiner Werke, auch wenn er es mit sprachlich angepasstem, neuem Vorwort versehen hatte, konnte wieder aufgelegt werden.
Über seine Schwester Anna Siemsen verfasste er 1951 eine Biografie. Sein Sohn Pieter Siemsen (1914–2004) lebte bis 1952 als Emigrant in Argentinien, ab 1954 in der DDR.

## Schriften
- Preußen. Die Gefahr Europas. Nachgelassenes Manuskript, herausgegeben unter dem Namen Anna Siemsen von Anna Siemsen. Paris 1937.

Neuauflage Verlag Klaus Guhl mit einem Vorwort von Helmut Donat (Verleger) und Arno Klönne. Berlin 1981, ISBN 3-88220-318-8.
- Deutsche Gedichte von Goethe bis Brecht. Buenos Aires o. J. (ca. 1944).
- Der Reichsparteitag der SPD in Hannover. In: La otra Alemania. Órgano de los alemanes democrátios de América del Sur = Das andere Deutschland, Nr. 122 vom 15. Juli 1946, S. 8–9 (Digitalisat).
- Die Tragödie Deutschlands und die Zukunft der Welt. Aufsätze und Reden. Hamburg 1947.
- Anna Siemsen. Leben und Werk. Hamburg und Frankfurt 1951.